# Wawer (osiedle)
Wawer – osiedle i obszar MSI w dzielnicy Wawer w Warszawie.

## Ważniejsze obiekty
- dawna stacja kolejki wąskotorowej Jabłonna–Karczew
- stacja kolejowa Warszawa Wawer
- cmentarz i pomnik upamiętniający pierwszą masową egzekucję z 27 grudnia 1939 roku
- karczma wawerska (obecnie Zajazd Napoleoński)
- pomnik „Poległym za Ojczyznę 1831” przy ul. Płowieckiej
- Murowanka
- pomnik Józefa Piłsudskiego
- kościół parafii św. Benedykta